# Kebonsari Wetan
Kebonsari Wetan is een bestuurslaag in het regentschap Probolinggo van de provincie Oost-Java, Indonesië. Kebonsari Wetan telt 5038 inwoners (volkstelling 2010).